# Detector de fase
Un detector de fase és un circuit mesclador de freqüències o multiplicador analògic que genera un senyal de voltatge que representa la diferència en fase entre dos senyals d'entrada. És un element essencial en el llaç de seguiment de fase (PLL). Detecta la diferència en fase de dos senyals periòdics, un senyal periòdic està caracteritzat per tenir amplitud, factor de forma, freqüència i fase, sent aquesta última la que és detectada per aquest dispositiu. Aquest dispositiu en general és una font de corrent, el corrent surt o entra del dispositiu depenent del resultat de la diferència entre les fases de les entrades, és a dir el corrent pot ser positiu o negatiu, la qual cosa és una indicació de quin senyal està avançat o endarrerit respecte d'una referència de temps donada. Aquest dispositiu forma part d'un sistema anomenat PLL (per les sigles en anglès, Phase Locked Loop) o llaç de seguiment de fase, en aquest sistema és el punt de comparació amb un senyal d'entrada que serveix com a referència la freqüència ha de ser seguida per aquest sistema. Un tipus de detector de fase pot ser la comporta X OR (or exclusiva) pel seu tipus de funci aquesta és una opció molt bona.